# De'an Xiang
De'an Xiang (kinesiska: 德安, 德安乡) är en socken i Kina. Den ligger i provinsen Yunnan, i den sydvästra delen av landet, omkring 240 kilometer sydväst om provinshuvudstaden Kunming. Antalet invånare är 9 840. Befolkningen består av 4 650 kvinnor och 5 190 män. Barn under 15 år utgör 15,0 %, vuxna 15-64 år 74 %, och äldre över 65 år 10,0 %.
Genomsnittlig årsnederbörd är 1 434 millimeter. Den regnigaste månaden är juli, med i genomsnitt 344 mm nederbörd, och den torraste är februari, med 13 mm nederbörd.